# Hottea miragoanae
Hottea miragoanae är en myrtenväxtart som beskrevs av Ignatz Urban. Hottea miragoanae ingår i släktet Hottea och familjen myrtenväxter. Inga underarter finns listade i Catalogue of Life.